# 蒙科法
蒙科法，是西班牙瓦伦西亚自治区卡斯特利翁省的一个市镇。总面积15平方公里，总人口4024人（2001年），人口密度268人/平方公里。